# Спаське (Звягельський район)
Спа́ське — село в Україні, в Звягельському районі Житомирської області. Населення становить 60 осіб. Входить до складу Ємільчинської селищної громади.

## Історія
Поселення засноване після 1869 року біля болота Спаське.
Колишня назва Ново-Спаська, колонія.
У 1906 році Ново-Спаській, хутір Емільчинської волості Новоград-Волинського повіту Волинської губернії. Відстань від повітового міста 63 версти, від волості 26. Дворів 17, мешканців 82.